# Mujeres (serie de televisión)
Mujeres fue una serie emitida por La 2, que narraba la vida de tres generaciones de mujeres en un barrio de la ciudad española de Madrid.
Sus creadores fueron Dunia Ayaso y Félix Sabroso y estaba interpretada por actores prácticamente desconocidos para el gran público.
Fue estrenada el 18 de septiembre de 2006, más de un año después de que se rodase. La serie constó de una sola temporada de 13 capítulos, que se emitieron los lunes a las 22h00 hasta el 14 de diciembre de 2006.
La directora de La 2, Mercedes Ortiz de Solórzano, valoró Mujeres como la gran apuesta de la cadena para el otoño de 2006 y efectivamente la aceptación por parte de público y crítica fue mejor de lo esperado.
TVE decidió en abril de 2007 reponer la serie, estrenándose en este ocasión en La 1 de TVE en la medianoche de los domingos.

## Estilo
Se trataba de una serie realista, al mismo tiempo que cómica e interesante. Trataba temas dramáticos y cotidianos con un toque de humor que estaba presente en todas las tramas.

## Personajes
Los personajes principales eran:
- Irene (Chiqui Fernández), madre de familia, sola por el fallecimiento de su marido, Domingo, cuidaba a su madre con demencia senil y a sus dos hijas, Magda y Julia. Se enfrentaba a gran cantidad de problemas que llevaba como podía. Tenía 46 años.
- Palmira (Teresa Lozano), la abuela de la familia, tenía demencia senil. Estaba enamorada de Gabriel, un cuidador de origen sudamericano al que le faltaban los papeles, consiguió convencer a su familia para que éste volviera a casa cuando lo despidieron para contratar una cuidadora gratuita. Tenía 73 años.
- Julia (Carmen Ruiz), hija de Irene, descubrió que su novio era gay. Posteriormente se quedó embarazada y sin pareja. Tenía 26 años.
- Magda (Inma Cuevas), la hija adolescente de la familia, estaba gorda, y le traía muchos complejos. De todas formas era inteligente y tenía novio, Willy, un chico discapacitado que trabaja en una ONG. Tenía 17 años.

Estas cuatro personas son las que vivían en la pequeña casa, las principales protagonistas de la serie.
Otros personajes secundarios eran:
- Raúl (Bart Santana), el otro hijo de Irene, trabajaba en la panadería de la familia, pero no vivía en la misma casa. Su novia, Bea, se marchó a estudiar a Londres, y mientras él tuvo una aventura con Belinda. Tenía 27 años.
- Susana (Gracia Olayo), la vecina y mejor amiga de Irene. Tenía 48 años.
- Manuel (Antonio Gil Martínez), enamorado de Irene hasta "las trancas", estaba lleno de fobias y manías, pero acabó consiguiendo mantener una relación con ella. Tenía 47 años.
- Bernardo o Gabriel (Cristhian Esquivel), era el mismo personaje, pero estaba de ilegal en España, era un inmigrante sudamericano en busca de papeles. Era un chico encantador que acabó casándose con Mariana, la asistente social para ser legal, aunque estaban enamorados. Tiene 36 años.
- Jaime (Aitor Merino), exnovio gay de Julia y padre del hijo que esperaba.
- Belinda (Marylin Torres), trabajadora en la panadería. Tenía 26 años.
- Mariana (Malena Gutiérrez), asistente social, siempre preocupada por los problemas de los demás y que no se ocupaba demasiado de los suyos propios. Se casa con Gabriel por los papeles, pero en realidad estaba enamorada de él.
- Willy (Oriol Vila), joven minusválido que Magda conoce a través de una ONG y del que se enamora.

## Capítulos y audiencias
| Temporada | Temporada | Episodios | Estreno                  | Final                   | Audiencia media | Audiencia media | Audiencia media |
| Temporada | Temporada | Episodios | Estreno                  | Final                   | Espectadores    | Cuota           |                 |
| --------- | --------- | --------- | ------------------------ | ----------------------- | --------------- | --------------- | --------------- |
|           | 1         | 13        | 18 de septiembre de 2006 | 14 de diciembre de 2006 | 952 000         | 5,4%            |                 |

### Temporada 1: 2006
| N.º (serie) | N.º (temp.) | Título                                   | Fecha                    | Audiencia        |
| ----------- | ----------- | ---------------------------------------- | ------------------------ | ---------------- |
| Temporada 1 |             |                                          |                          |                  |
| 1           | 1           | Irene                                    | 18 de septiembre de 2006 | 1 140 000 (6,8%) |
| 2           | 2           | Irene investiga                          | 25 de septiembre de 2006 | 857 000 (5,0%)   |
| 3           | 3           | Primeras citas de Magda                  | 2 de octubre de 2006     | 1 000 000 (5,8%) |
| 4           | 4           | Irene rodeada de problemas               | 9 de octubre de 2006     | 1 001 000 (5,8%) |
| 5           | 5           | Pasado oculto                            | 16 de octubre de 2006    | 811 000 (4,5%)   |
| 6           | 6           | La guerra de Palmira                     | 23 de octubre de 2006    | 902 000 (5,0%)   |
| 7           | 7           | Embarazo oculto                          | 30 de octubre de 2006    | 926 000 (5,4%)   |
| 8           | 8           | Nido de amor                             | 6 de noviembre de 2006   | 837 000 (4,7%)   |
| 9           | 9           | Amores y desamores                       | 13 de noviembre de 2006  | 952 000 (5,4%)   |
| 10          | 10          | ¿Se acabaron los secretos?               | 20 de noviembre de 2006  | 978 000 (5,5%)   |
| 11          | 11          | La accidentada boda de Mariana y Gabriel | 27 de noviembre de 2006  | 1 018 000 (5,7%) |
| 12          | 12          | Irene continúa con su relación           | 4 de diciembre de 2006   | 946 000 (5,3%)   |
| 13          | 13          | Las fiestas del barrio                   | 11 de diciembre de 2006  | 1 006 000 (5,5%) |

### Premios de laUnión de Actores y Actrices
| Año  | Categoría               | Actor            | Resultado |
| ---- | ----------------------- | ---------------- | --------- |
| 2006 | Mejor actriz principal  | Chiqui Fernández | Ganadora  |
| 2006 | Mejor actriz secundaria | Inma Cuevas      | Ganadora  |
| 2006 | Mejor actriz secundaria | Teresa Lozano    | Nominada  |
| 2006 | Mejor actriz de reparto | Gracia Olayo     | Ganadora  |
| 2006 | Mejor actor de reparto  | Víctor Clavijo   | Ganador   |

### Premios Fotogramas de Plata
| Año  | Categoría                  | Actor            | Resultado |
| ---- | -------------------------- | ---------------- | --------- |
| 2006 | Mejor actriz de televisión | Chiqui Fernández | Ganadora  |